# شارلووی (میشیگان)
شارلووی، میشیگان (به انگلیسی: Charlevoix, Michigan) یک شهر در ایالات متحده آمریکا با جمعیت ۲٬۵۱۳ نفر است که در میشیگان واقع شده‌است.

## موقعیت جغرافیایی
موقعیت جغرافیایی شهرها و مناطق اطراف به شرح زیر است:

## نگارخانه

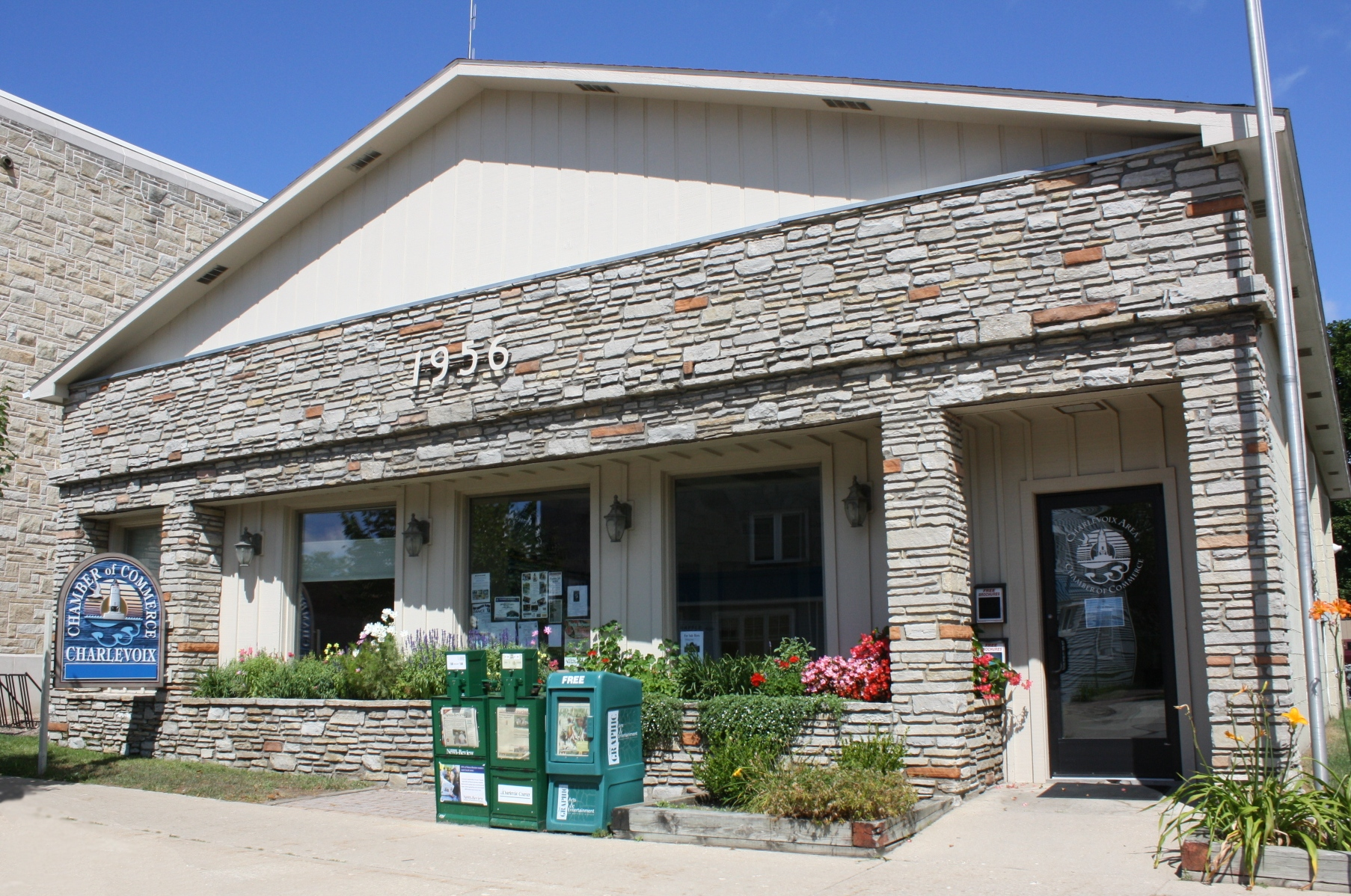
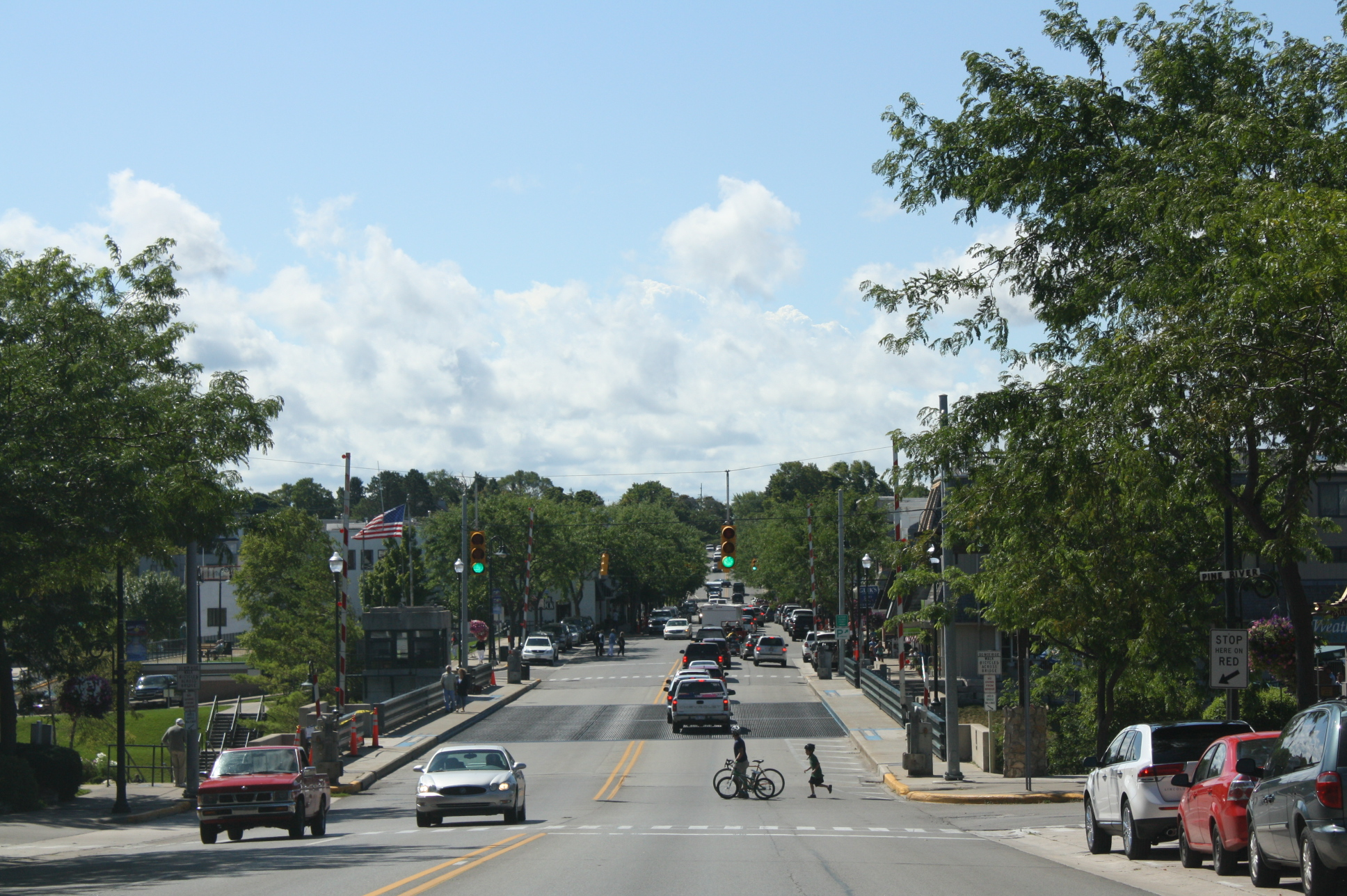
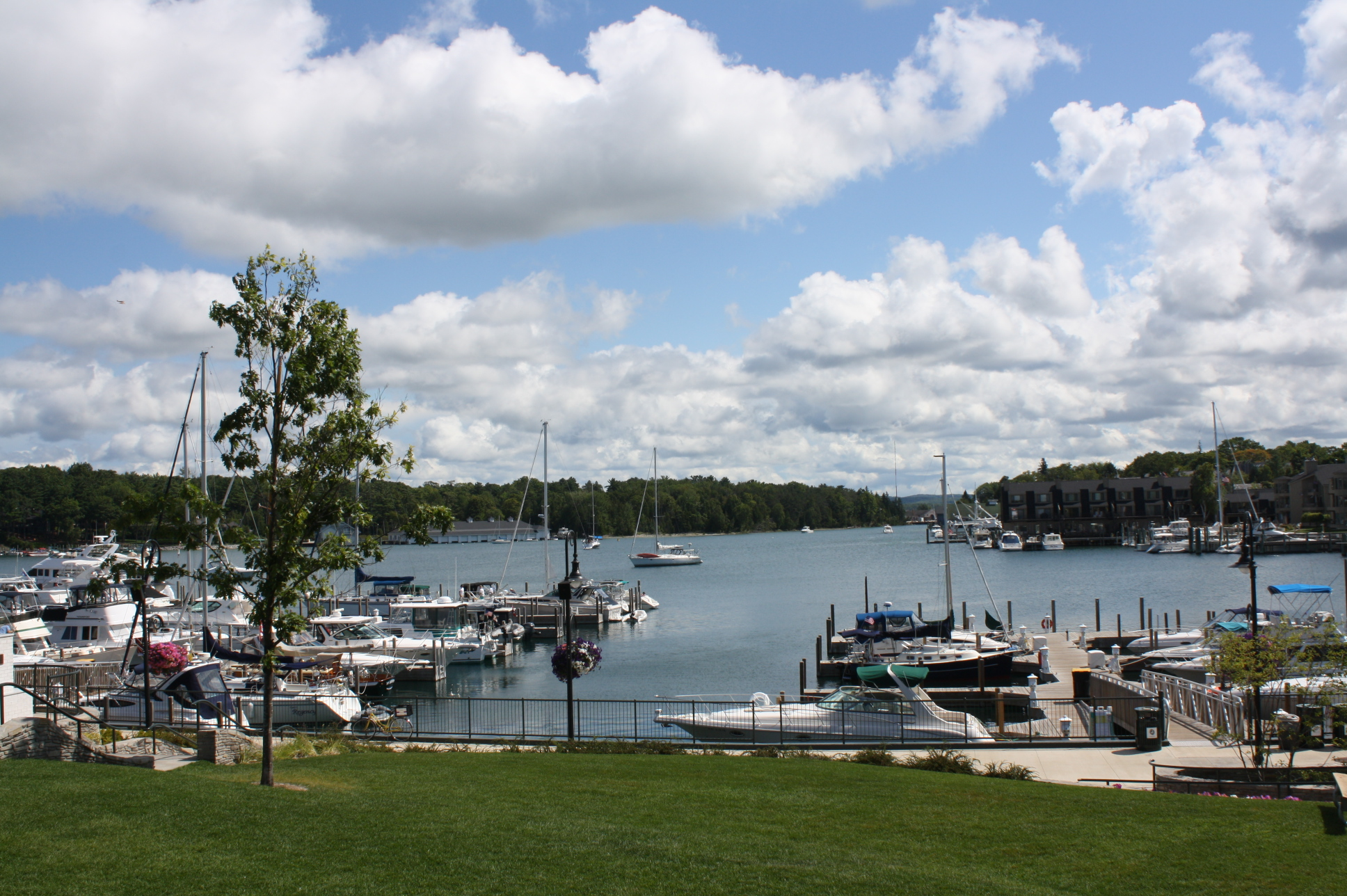
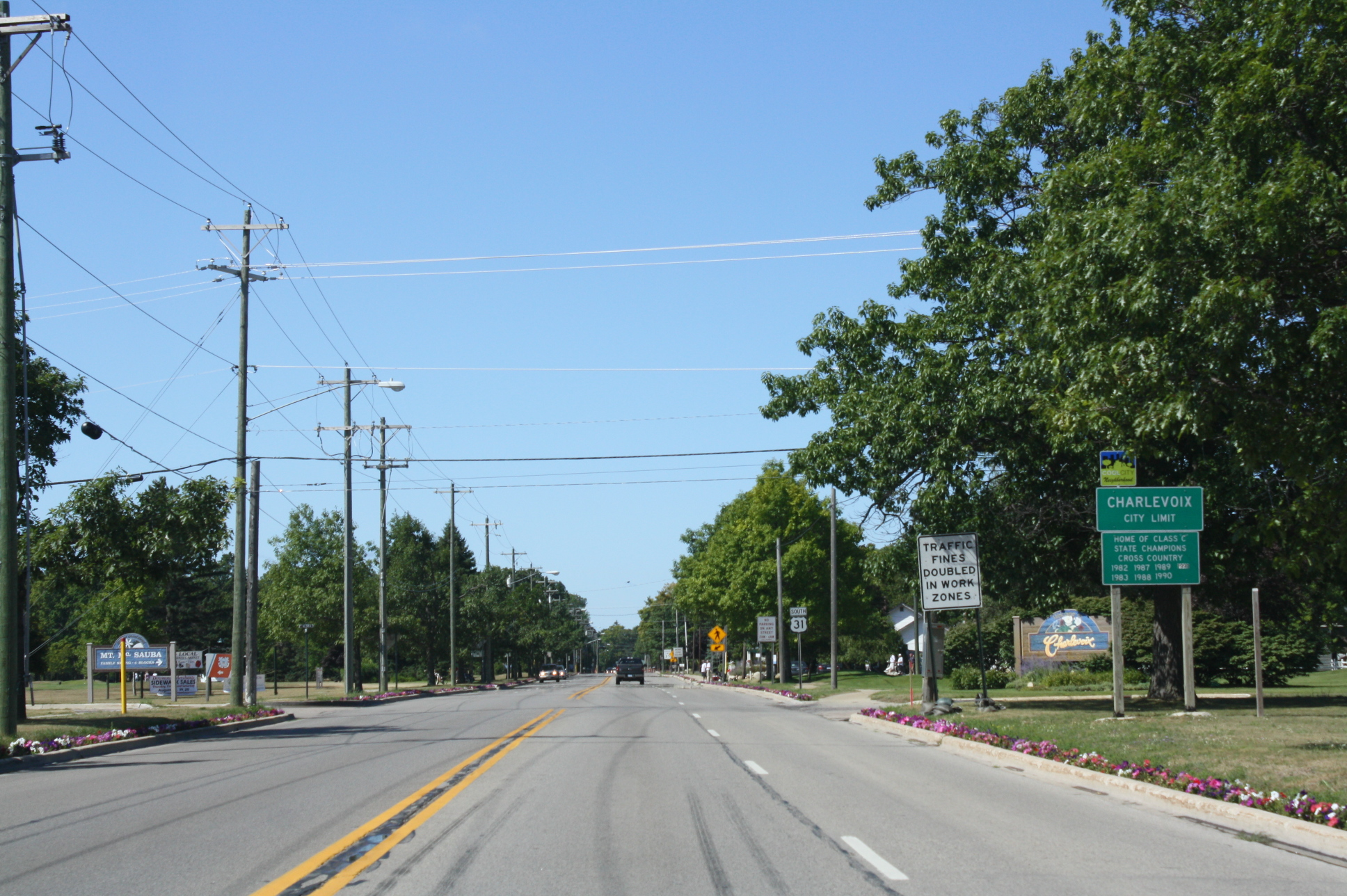
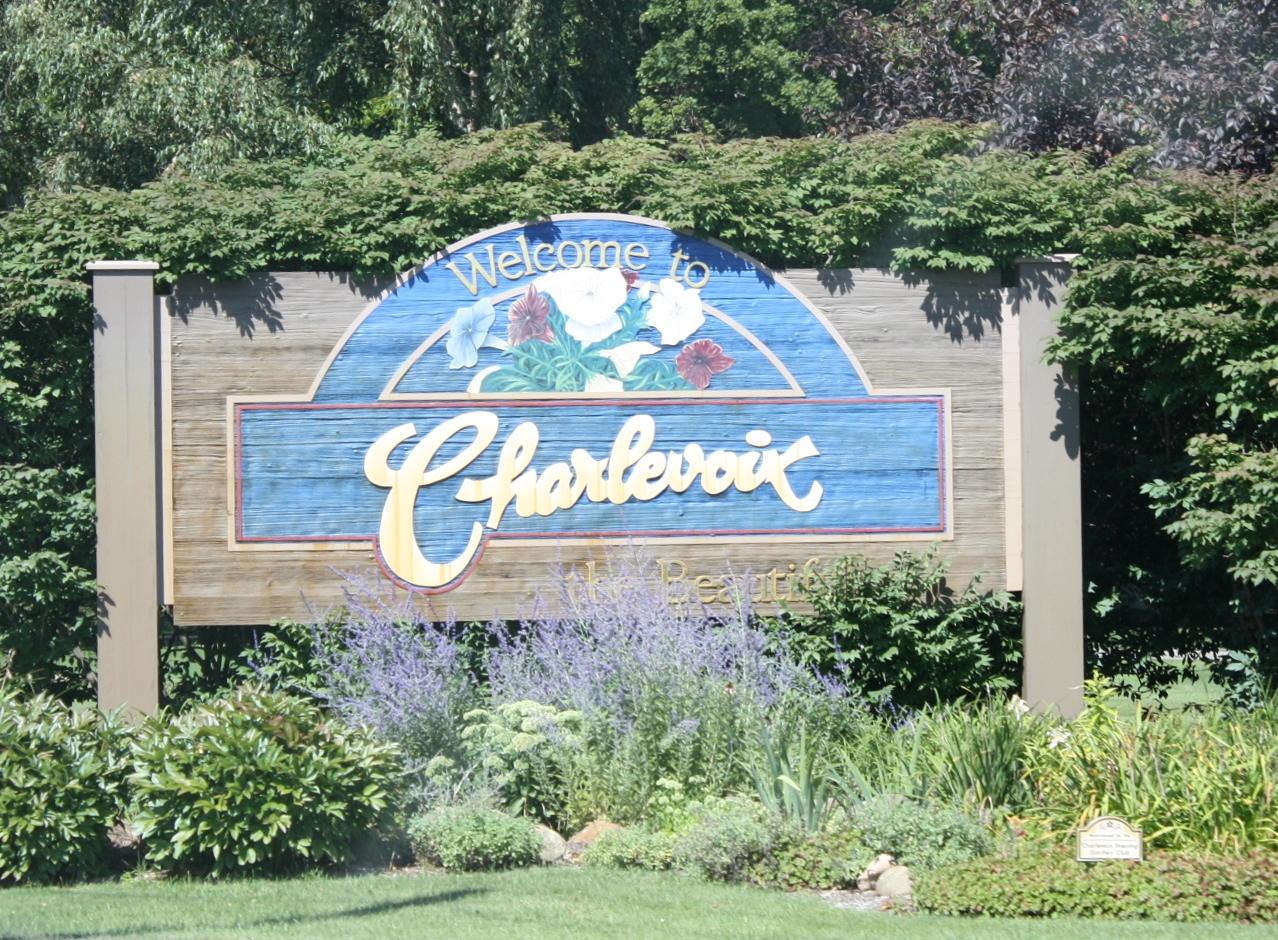
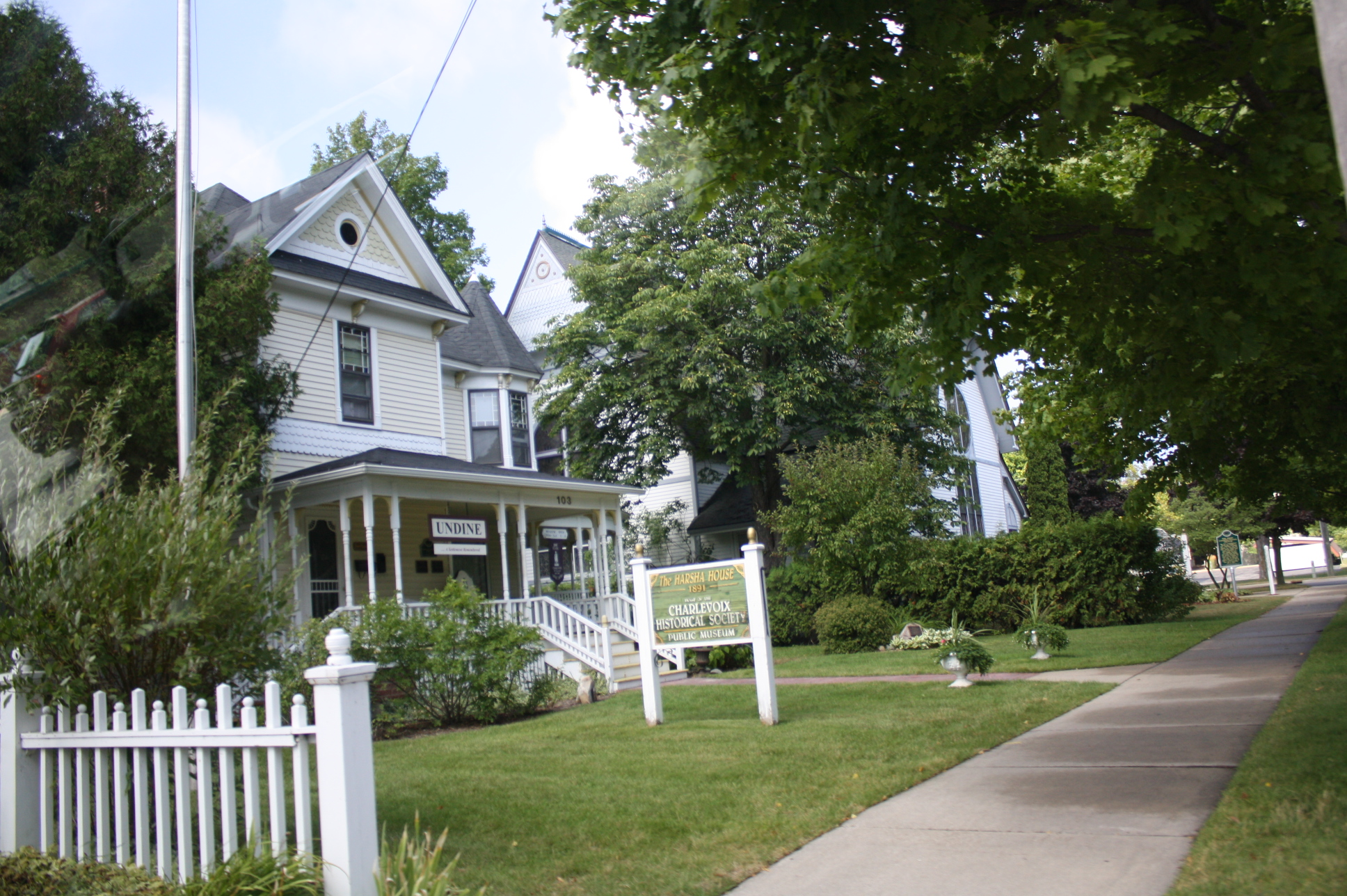
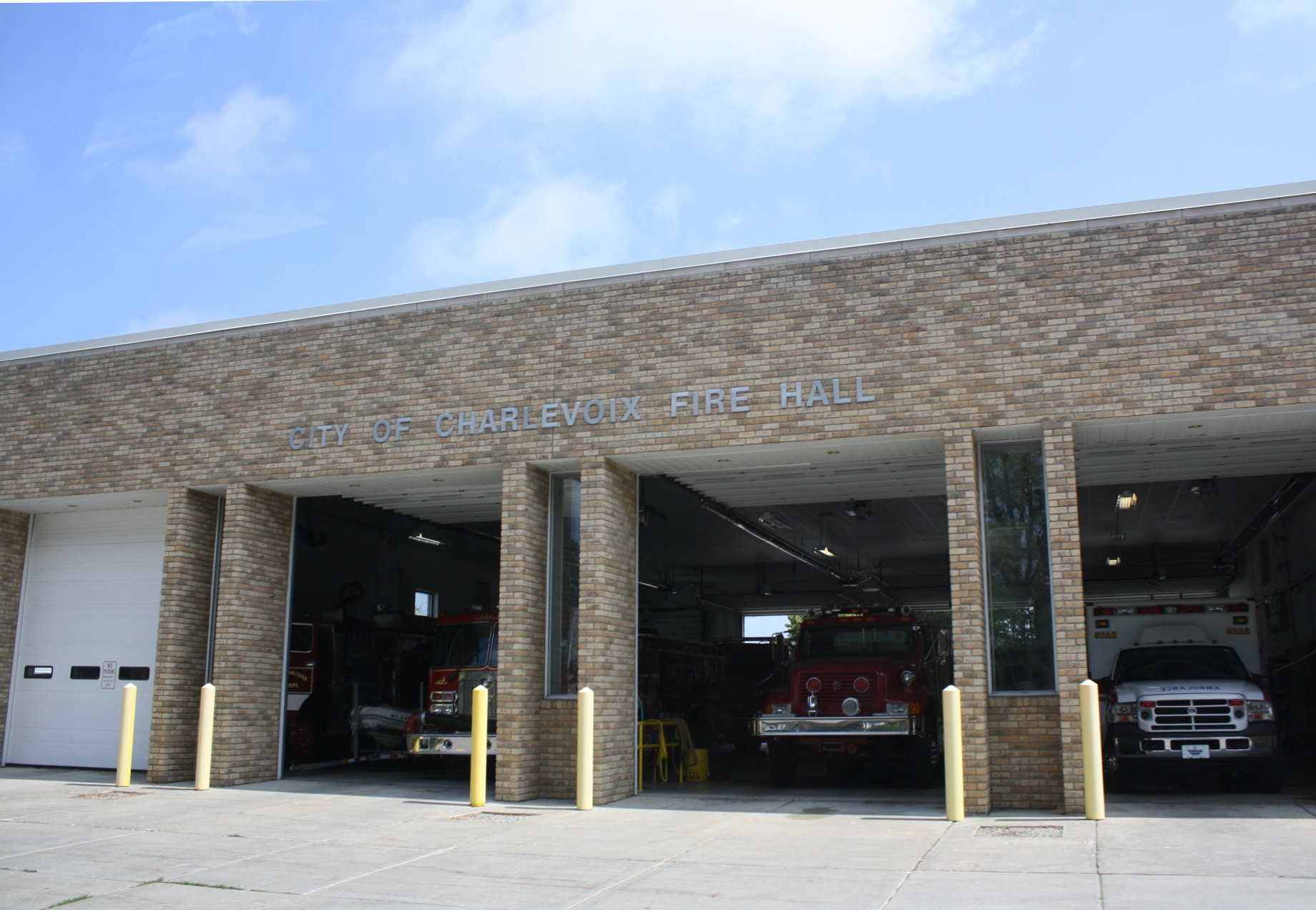
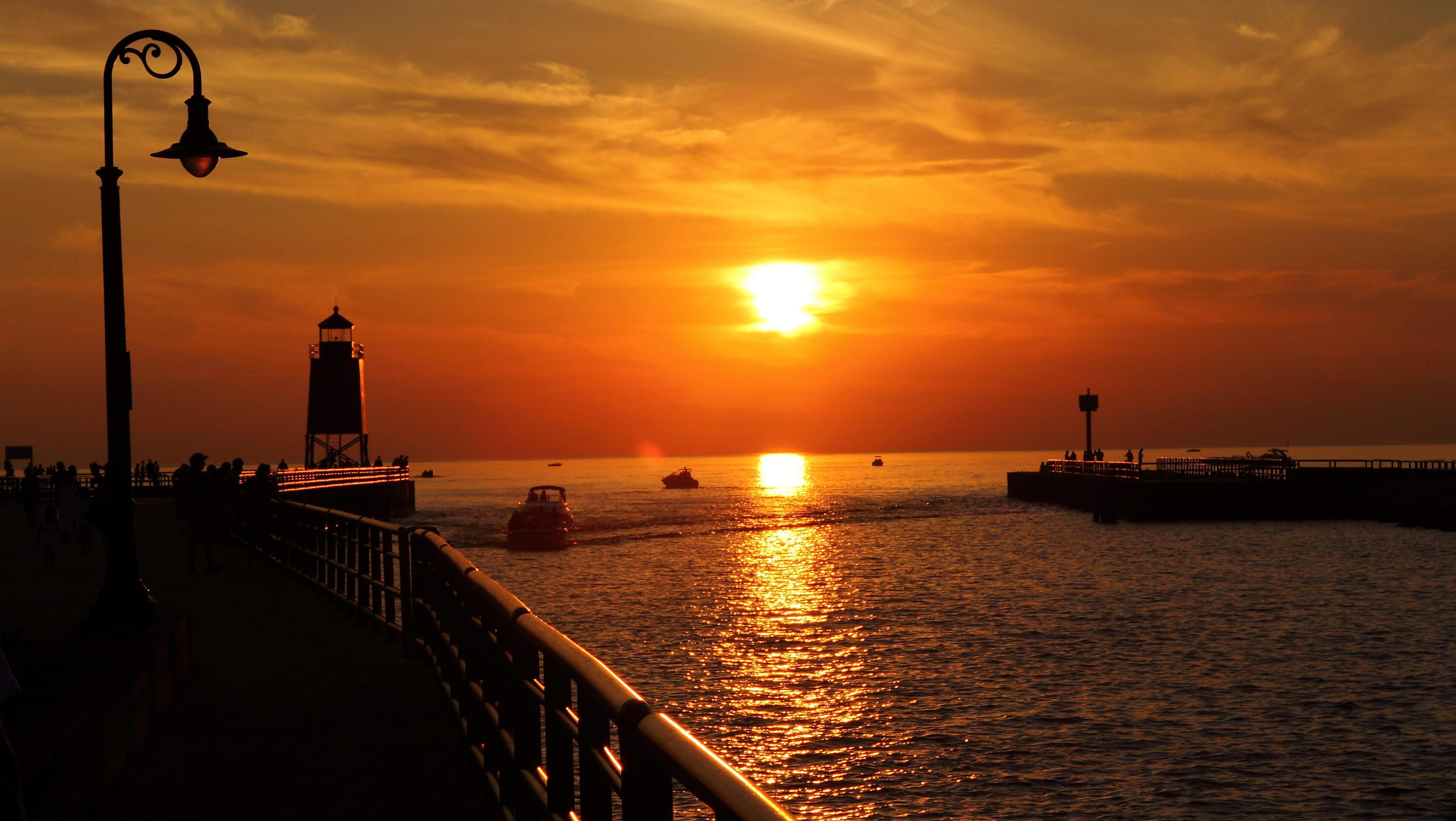